# Station Schiedam Centrum
Station Schiedam Centrum is een metro-, bus- en tramhalte en het enige spoorwegstation van Schiedam, gelegen aan de Oude Lijn, tussen de stations Delft Campus en Rotterdam Centraal. Het station ligt in de wijk Schiedam-Oost.

## Geschiedenis
Het station werd op 3 juni 1847 geopend met de naam Schiedam, toen het trajectdeel Den Haag - Delft - Rotterdam in gebruik werd genomen. Het was destijds het enige station in Schiedam. Met de verbouwing van de spoorlijn naar Hoek van Holland tot metrolijn werd het station per 1 april 2017 opnieuw het enige spoorwegstation van Schiedam, want van 1 juni 1975 tot 1 april 2017 was er ook nog het station Schiedam Nieuwland.
In 1889 werd het oorspronkelijke gebouw vervangen door nieuwbouw van een ontwerp van Dirk Margadant. In 1891 werd de spoorlijn naar Maassluis geopend. Deze lijn werd in 1893 verlengd naar Hoek van Holland (de Hoekse Lijn). 
In 1963 werd aan de sinds 1959 hooggelegen spoorbaan een nieuw gebouw naar ontwerp van Koen van der Gaast geopend met een opvallende geconstrueerde stationshal. Aan het lager gelegen stationsplein kwam een bijzondere vijfhoekig luifel te staan. Een soortgelijke dakconstructie is nog aanwezig bij het station Tilburg van dezelfde architect.
Vanaf 25 mei 1967 was de stationsnaam Schiedam-Rotterdam West. De internationale sneltreinen van en naar Hoek van Holland Haven uit de richting Utrecht stopten op dit station en niet meer in Rotterdam Noord. Per 24 mei 1998 werd de stationsnaam gewijzigd in Schiedam Centrum, want er stopten geen internationale treinen meer.
In 2000 werd het stationsgebouw geheel vernieuwd en aangepast in verband met een verlenging van de oost-westlijn (calandlijn) van de Rotterdamse metro. Met de bouw van de metrolijn verdween het entreegedeelte, maar de grote overkapping uit de jaren zestig bleef gehandhaafd. Boven de metroperrons werd een nieuwe overkapping gebouwd. De architect verantwoordelijk voor het nieuwe stationsgebouw was Jan van Belkum van ingenieursbureau ARCADIS.
Sinds 2016 is Schiedam Centrum een station met gesloten poortjes.
Vanaf 1 april 2017 werd de Hoekse Lijn van Schiedam naar Hoek van Holland Strand verbouwd naar een metrolijn, die gekoppeld werd aan de metrolijnen A en B. Op 30 september 2019 ging de metro vanaf Schiedam doorrijden richting Hoek van Holland. Bij de aanleg van de metro en de bouw van het metrostation  had men hier al rekening mee gehouden; direct ten westen van het station was de fundering voor de aftakking al aanwezig op het bestaande viaduct. Op deze plek was toen al een stuk spoor getrokken richting de Hoekse Lijn. Door de verbouwing tot metrolijn komen op het spoorwegstation twee sporen en perrons vrij. Deze twee sporen werden op 28 maart 2025 weer in gebruik genomen en vormen een opmaat voor de volledige verdubbeling van de sporen tussen Schiedam Centrum en Delft Campus,die nog gerealiseerd gaat worden in het kader van PHS Rijswijk - Rotterdam.

### Treinrampen
- Op 10 augustus 1856 vond bij Schiedam het eerste grotere spoorwegongeval in de Nederlandse geschiedenis plaats. De laatste trein botste op de voorlaatste trein. Dit kon gebeuren doordat er nog geen blokbeveiliging was. Er waren 3 doden en 5 gewonden.[6]

- Op 4 mei 1976 vond ten westen van het station op de Hoekse Lijn een frontale botsing plaats tussen een internationale sneltrein en een stoptrein. Bij deze ramp kwamen 24 mensen om het leven, 11 mensen raakten gewond.

## Treinen
Het station wordt in de dienstregeling 2025 door de volgende treinseries bediend:
| Serie | Treinsoort     | Route | Bijzonderheden |
| ----- | -------------- | --- | --- |
| 2200  | Intercity (NS) | Amsterdam Centraal – Amsterdam Sloterdijk – Haarlem – Leiden Centraal – Den Haag HS – Delft – Schiedam Centrum – Rotterdam Centraal – Dordrecht – Roosendaal – Vlissingen                                  | Rijdt op weekdagen overdag 1x/uur en vormt een halfuurdienst met series 2300 (tussen Amsterdam Centraal en Roosendaal) en 6500 (tussen Roosendaal en Vlissingen). 's Avonds en in het weekend rijdt deze serie 2x/uur. |
| 2300  | Intercity (NS) | Amsterdam Centraal – Amsterdam Sloterdijk – Haarlem – Leiden Centraal – Den Haag HS – Delft – Schiedam Centrum – Rotterdam Centraal – Dordrecht – Roosendaal – Vlissingen                                  | Rijdt alleen op weekdagen overdag en rijdt 1x/uur. Vormt tussen Amsterdam Centraal en Roosendaal een halfuursdienst met serie 2200. 's Avonds en in het weekend rijdt serie 2200 2x/uur.                               |
| 3500  | Intercity (NS) | Dordrecht – Rotterdam Centraal – Schiedam Centrum – Delft – Den Haag HS – Leiden Centraal – Schiphol Airport – Amsterdam Zuid – Utrecht Centraal – 's-Hertogenbosch – Eindhoven Centraal – Helmond – Venlo | Rijdt na circa 22:30, op zaterdagochtend tot circa 9:00 en op zondagochtend tot circa 10:00 niet tussen Dordrecht en Utrecht Centraal v.v.                                                                             |
| 5000  | Sprinter (NS)  | Den Haag Centraal – Den Haag HS – Delft – Schiedam Centrum – Rotterdam Centraal – Rotterdam Blaak – Rotterdam Lombardijen – Dordrecht                                                                      | Rijdt niet na 20:00 uur en in het weekend. |
| 5100  | Sprinter (NS)  | Den Haag Centraal – Den Haag HS – Delft – Schiedam Centrum – Rotterdam Centraal – Rotterdam Blaak – Rotterdam Lombardijen – Dordrecht                                                                      | |
| 5200  | Sprinter (NS)  | Den Haag Centraal – Den Haag HS – Delft – Schiedam Centrum – Rotterdam Centraal – Rotterdam Blaak – Rotterdam Lombardijen – Dordrecht                                                                      | Rijdt enkel van maandag tot en met donderdag tot circa 19:00 uur. |

## Metro
Station Schiedam Centrum is tevens een belangrijk station voor de Rotterdamse metro. Het metrostation ligt aan de oost-westlijn en werd geopend op 4 november 2002, toen - in het kader van het project Beneluxlijn - de verlengde Calandlijn in gebruik werd genomen. De metrolijnen A en B kregen Schiedam Centrum als het eindpunt; metrolijn C rijdt via het westen van Schiedam en Hoogvliet door naar Spijkenisse. Per 30 september 2019 kreeg lijn B Hoek van Holland als eindpunt in westelijke richting. In oostelijke richting rijden de metro's naar Ommoord (lijn A), Nesselande (lijn B) en Capelle aan den IJssel (lijn C).
In de stationshal bevindt zich een klein kantoortje vanwaar men uitzicht over de stationshal heeft.

## Tram- en buslijnen
De volgende tram- en buslijnen van de RET en EBS (alleen buslijnen 102, 105, 456, 824 en 826) stoppen op station Schiedam Centrum:
| Lijn | Route                                                  | Via | Vervoerder | Opmerkingen |
| ---- | ------------------------------------------------------ | --- | ---------- | --- |
| 1    | De Esch - Vlaardingen, Holy                            | Erasmus Universiteit, Oostplein, Station Blaak, Beurs, Rotterdam Centraal, Marconiplein, Station Schiedam Centrum, Schiedam Nieuwland, Vlietland Ziekenhuis | RET        | |
| 11   | De Esch - Schiedam, Woudhoek                           | Erasmus Universiteit, Oostplein, Station Blaak, Beurs, Rotterdam Centraal, Marconiplein, Station Schiedam Centrum, Schiedam Nieuwland, Vlietland Ziekenhuis | RET        | Rijdt niet 's avonds na 20:00 uur en zondagochtend, dan rijdt buslijn 52 als vervanging.                       |
| 38   | Station Schiedam Centrum - Crooswijk                   | Schiedam, Rotterdam Centraal, Hofplein, Pompenburg, Admiraal de Ruyterweg, Oude Noorden                                                                     | RET        | |
| 51   | Station Schiedam Centrum - Woudhoek                    | Schiedam Nieuwland, Vlietland Ziekenhuis | RET        | Rijdt niet 's avonds na 19:00 uur en op zondag.                                                                |
| 52   | Station Schiedam Centrum → Station Schiedam Centrum    | 's-Graveland, Groenoord, Woudhoek, Spaland, 's-Graveland | RET        | Rijdt alleen 's avonds na 20:00 uur en zaterdag- en zondagochtend ter vervanging van tramlijn 21.              |
| 53   | Station Schiedam Centrum - Woudhoek                    | 's-Gravelandsepolder | RET        | Rijdt niet 's avonds na 19:00 uur en in het weekend.                                                           |
| 54   | Station Schiedam Centrum - De Gorzen                   | Broersvest, Koemarkt | RET        | Ringlijn, heeft in de wijk De Gorzen geen eindpunt maar rijdt direct weer terug naar station Schiedam Centrum. |
| 102  | Station Schiedam Centrum - Rockanje, Alardusdreef      | Brielle, Oostvoorne | EBS        | Rijdt niet 's avonds en in het weekend.                                                                        |
| 105  | Station Schiedam Centrum - Spijkenisse, Metro Centrum  | Rozenburg, Botlek | EBS        | Rijdt niet 's avonds en in het weekend.                                                                        |
| 126  | Station Schiedam Centrum - Maassluis, Station West     | Vijfsluizen, station Vlaardingen Oost, Liesveldviaduct, Maasland Viaduct                                                                                    | RET        | Rijdt niet 's avonds na 19:00 uur en op zondag.                                                                |
| 456  | Station Schiedam Centrum - Den Haag, Leyenburg         | Maasland Viaduct, Naaldwijk, Honselersdijk, Poeldijk | EBS        | R-net |
| 826  | Station Schiedam Centrum → Honselersdijk, FloraHolland | Vlaardingen, Maasland, Maassluis | EBS        | Rijdt alleen in de ochtendspits                                                                                |

## Ontwikkeling aantal reizigers
Het aantal door NS vervoerde reizigers (per gemiddelde werkdag) ontwikkelde zich sedert 2019 als volgt:
| Jaar | Aantal reizigers |
| ---- | ---------------- |
| 2019 | 24.253           |
| 2020 | 11.304           |
| 2021 | 12.579           |
| 2022 | 17.476           |
| 2023 | 20.633           |
| 2024 | 19.306           |

## Afbeeldingen

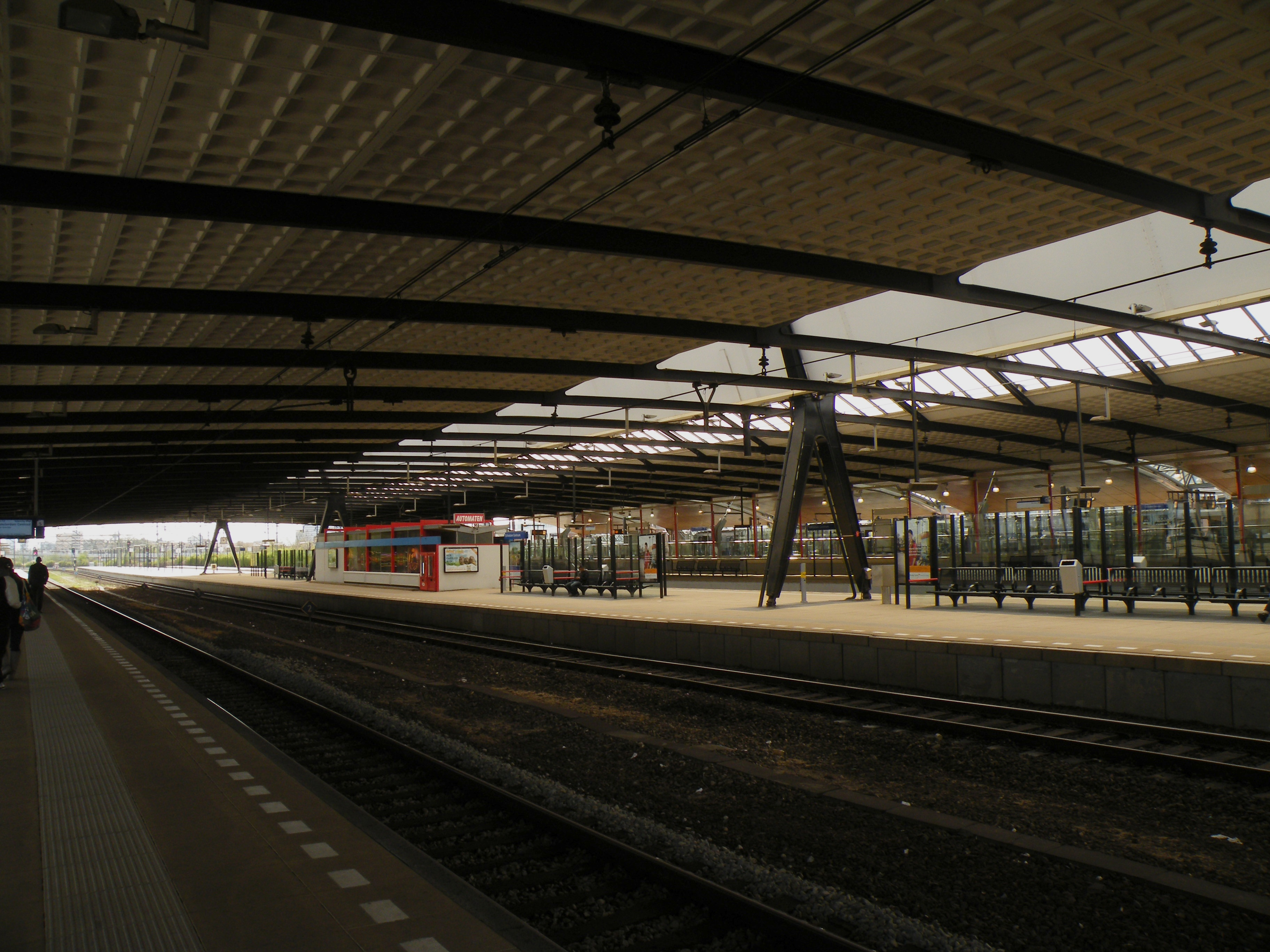
De treinperrons met daarachter het metrostation
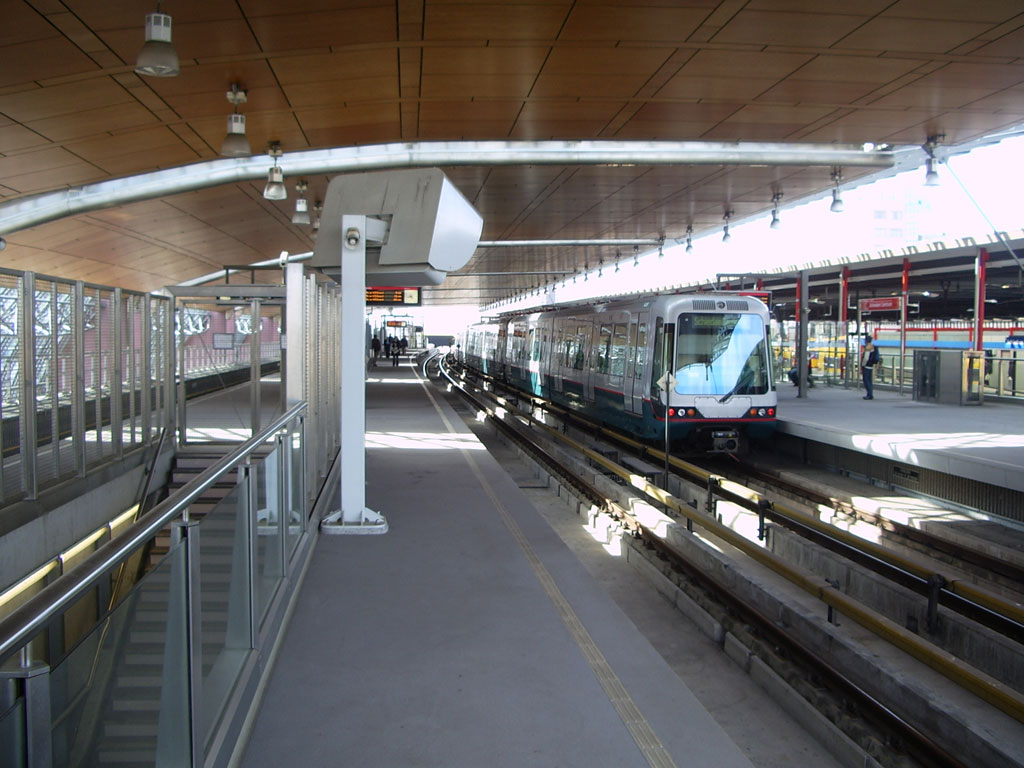
De metroperrons
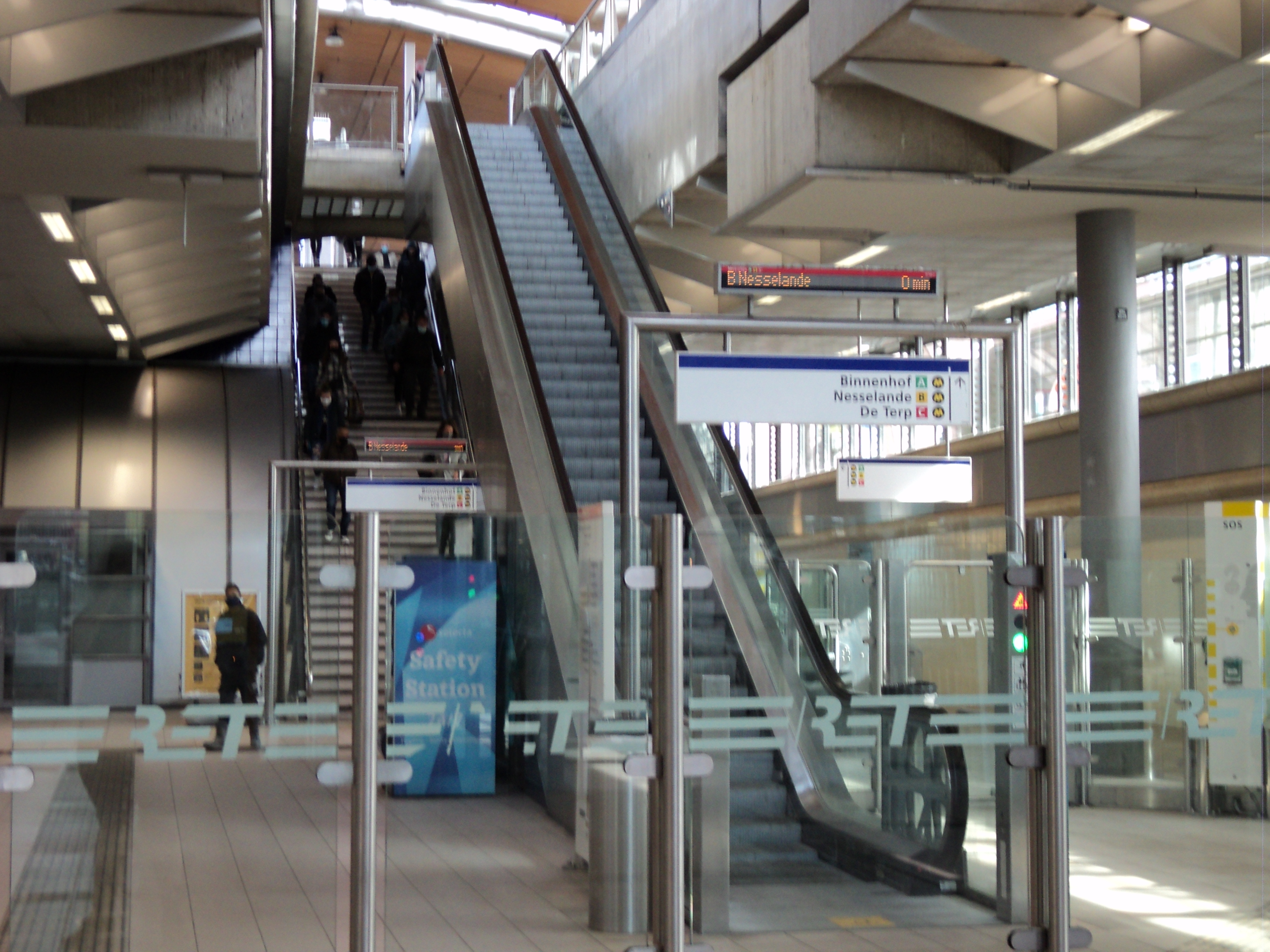
De stationshal onder de perrons
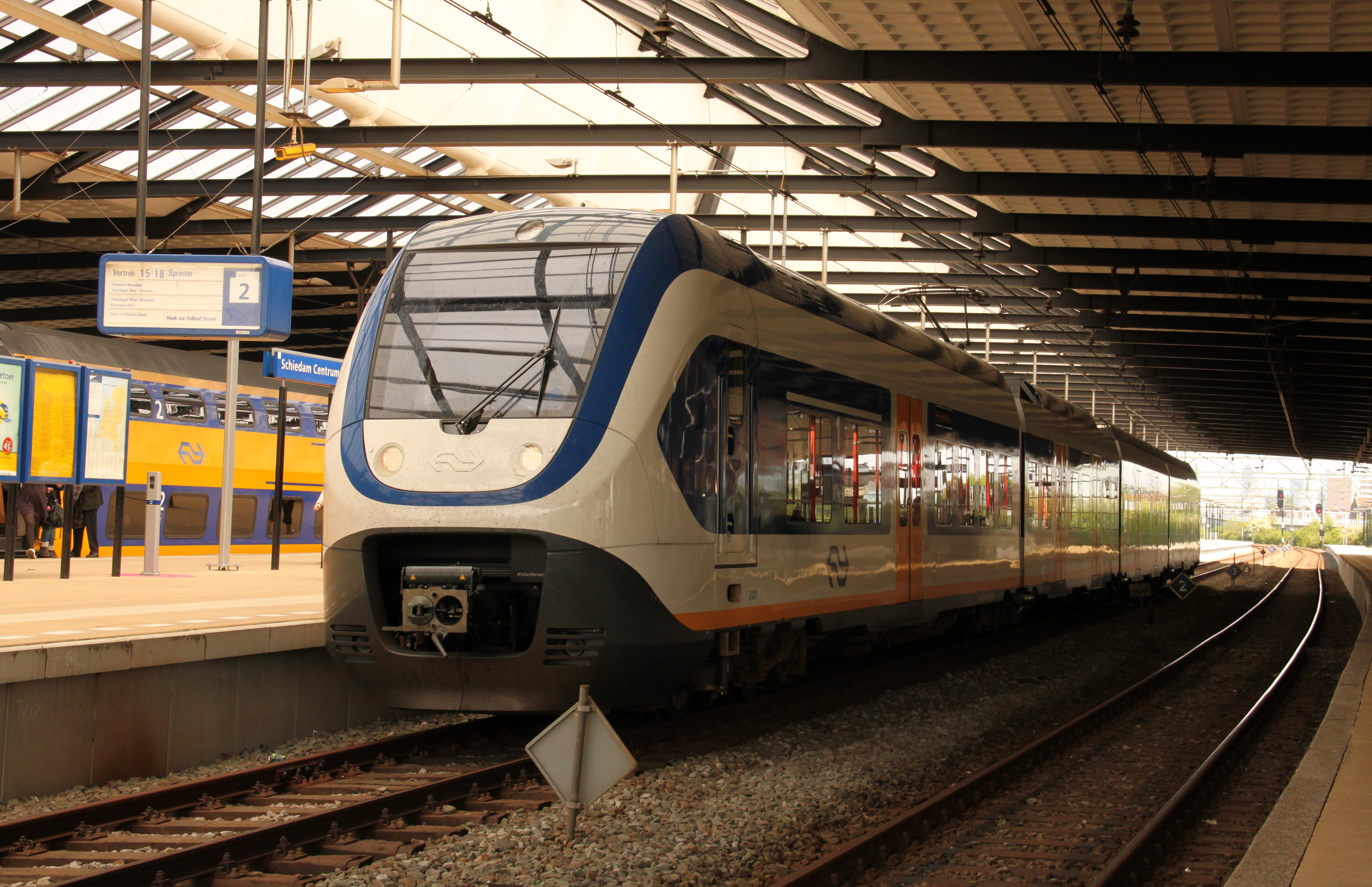
Sprinter op het station

−1: Amsterdam Centraal ·
−1: Amsterdam Westerdok ·
0: Amsterdam Willemspoort ·
0: Amsterdam d'Eenhonderd Roe ·
3: Amsterdam Sloterdijk ·
9: Halfweg-Zwanenburg ·
14: Haarlem Spaarnwoude
17: Haarlem ·
21: Heemstede-Aerdenhout ·
25: Vogelenzang ·
28: Hillegom ·
30: Veenenburg ·
32: Lisse ·
36: Piet Gijzenbrug ·
38: Voorhout ·
41: Postbrug ·
42: Warmond ·
46: Leiden Centraal ·
48: De Vink ·
51: Voorschoten ·
54: Statistiek ·
57: Den Haag Mariahoeve ·
59: Den Haag Laan van NOI ·
61: Den Haag HS ·
63: Den Haag Moerwijk ·
65: Rijswijk ·
69: Delft ·
71: Delft Campus ·
77: Kethel ·
80: Schiedam Centrum ·
82: Beukelsdijk ·
84: Rotterdam Delftse Poort ·
84: Rotterdam Centraal
0: Schiedam Centrum ·
2:  -Nieuwland ·
4: Vlaardingen Oost ·
6:  -Centrum ·
8:  -West ·
12: Maassluis ·
14:  -West ·
16: Poortershaven ·
19: De Haak ·
21: Nieuwlandsche Polder ·
23: Hoek van Holland Haven ·
24:  -Strand
Binnenhof · Romeynshof · Graskruid · Alexander  · Oosterflank · Prinsenlaan · Schenkel · Capelsebrug · Kralingse Zoom · Voorschoterlaan · Gerdesiaweg · Oostplein · Blaak  · Beurs · Eendrachtsplein · Dijkzigt · Coolhaven · Delfshaven · Marconiplein · Schiedam Centrum 
Nesselande · De Tochten · Ambachtsland · Nieuw Verlaat · Hesseplaats · Graskruid · Alexander  · Oosterflank · Prinsenlaan · Schenkel · Capelsebrug · Kralingse Zoom · Voorschoterlaan · Gerdesiaweg · Oostplein · Blaak  · Beurs · Eendrachtsplein · Dijkzigt · Coolhaven · Delfshaven · Marconiplein · Schiedam Centrum  · Schiedam Nieuwland · Vlaardingen Oost · Vlaardingen Centrum · Vlaardingen West · Maassluis Centrum · Maassluis West · Steendijkpolder · Hoek van Holland Haven · Hoek van Holland Strand
De Terp · Capelle Centrum · Slotlaan · Capelsebrug · Kralingse Zoom · Voorschoterlaan · Gerdesiaweg · Oostplein · Blaak  · Beurs · Eendrachtsplein · Dijkzigt · Coolhaven · Delfshaven · Marconiplein · Schiedam Centrum  · Parkweg · Troelstralaan · Vijfsluizen · Pernis · Tussenwater · Hoogvliet · Zalmplaat · Spijkenisse Centrum · Heemraadlaan · De Akkers
Alphen a/d Rijn ·
Arkel · 
Barendrecht · 
Bodegraven · 
Boskoop · 
-Snijdelwijk · 
Boven Hardinxveld · 
Capelle Schollevaar · 
De Vink · 
Delft · 
-Campus · 
Den Haag:
-Centraal · 
-HS ·
-Laan van NOI · 
-Mariahoeve · 
-Moerwijk · 
-Ypenburg · 
Dordrecht · 
-Stadspolders ·
-Zuid ·
Gorinchem · 
Gouda · 
-Goverwelle · 
Hardinxveld:
-Blauwe Zoom · 
-Giessendam · 
Hillegom · 
Lansingerland-Zoetermeer · 
Leiden:
-Centraal · 
-Lammenschans · 
Nieuwerkerk a/d IJssel · 
Rijswijk · 
Rotterdam:
-Alexander · 
-Blaak · 
-Centraal · 
-Lombardijen · 
-Noord · 
-Stadion · 
-Zuid · 
Sassenheim · 
Schiedam Centrum · 
Sliedrecht · 
-Baanhoek · 
Voorburg · 
Voorhout · 
Voorschoten ·
Waddinxveen · 
-Noord ·
-Triangel ·
Zoetermeer · 
-Oost · 
Zwijndrecht
Geplande stations:
Gorinchem Noord · Hazerswoude-Koudekerk · Schiedam Kethel
Voormalige stations: zie de lijst van voormalige spoorwegstations in Zuid-Holland